# Eternal (группа)
Eternal («Итёрнал», «Этёрнал») — британская R&B-гёрл-группа, образованная в 1992 году, в состав которой вошли сёстры Истер и Верни Беннет, Келл Брайан и Луиз Реднапп. Группа добилась международного успеха, продав около 10 миллионов записей по всему миру. В 1995 году Луиз Реднапп покинула группу ради сольной карьеры, Келл Брайан была уволена в 1998 году, оставшийся дуэт существовал до 2000 года. Группа считается британским ответом на американскую гёрл-группу En Vogue.
Дебютный альбом Eternal 1993 года Always & Forever достиг второго места в чарте альбомов и стал четырежды платиновым в Великобритании. В 1994 году сингл «Stay» достиг 19 места в Billboard Hot 100. В 1997 году сингл «I Wanna Be Only One» стал номером один в британском чарте и выиграл премию Mobo 1997 года как лучший сингл. Eternal семь раз номинировались на BRIT Awards.
В 2013 года группа воссоединилась без Луиз Реднапп для участия в реалити-шоу «The Big Reunion» и исполнила один концерт в марте 2014 года.

## Дискография
- Подробнее см. в статье «Eternal discography» в англ. Википедии.

Студийные альбомы
- Always & Forever[англ.] (1993)[4]
- Power of a Woman[англ.] (1995)[5]
- Before the Rain[англ.] (1997)[6]
- Eternal[англ.] (1999)

Сборники
- Greatest Hits[англ.] (1997)